# Thaumastocheles
Thaumastocheles ist eine Gattung der Zehnfußkrebse (Decapoda) aus der Familie der Hummerartigen (Nephropidae). Verbreitet sind Thaumastocheles in der Tiefsee der Karibik und des Westpazifiks. Entdeckt wurde die erste Art bei der Challenger-Expedition im Jahr 1873. Heute sind bisher fünf Arten bekannt.

## Beschreibung
Auffälligste Merkmale dieser Hummerartigen sind die sehr großen rechten Scheren und das Fehlen bzw. nur rudimentäre Vorhandensein von Augen. Die Augenstiele sind nicht beweglich, Thaumastocheles sind blind. Ihre Färbung ist gänzlich weißlich elfenbeinfarben, mitunter auch ins Gelbliche tendierend. Die mögliche Behaarung ist hell grau, oder auch cremefarben. Gefundene Tiere besaßen eine maximale Carapaxlänge zwischen 50 und 64,5 Millimeter, die Gesamtlänge beträgt dann bis zu 155 Millimeter. Sie sind also im Vergleich zu anderen Hummerartigen relativ klein.
Der Carapax besitzt bei Thaumastocheles nur knapp hinter den Augen- und Antennenausformungen kleine Stacheln. An seinen Rändern (vorne, bauchseitig und hinten) ist er behaart, teilweise können auch die Flanken des Carapax Behaarung vorweisen, ist aber ansonsten unbehaart. Seine Oberfläche ist glatt bis leicht körnig. Das Rostrum ist rückenseitig eher abgeflacht, dreieckig und besitzt bis zu sechs Stacheln. Das Epistom ist unbeweglich mit dem Carapax verbunden. Die Scaphoceriten (die Exopoditen der Antennen) sind etwa so lang wie die Stiele der Antennulen.
Das Pleon ist abgeflacht, meist stark. An den Somiten 1 bis 3 ist seitlich ein deutlicher Grat sichtbar, der einige Spitzen vorweisen kann. Nach hinten wird dieser Grat auf den Somiten 4 und 5 breiter und undeutlicher. Rückenseitig sind die Tergite eher glatt, ohne besondere Spitzen. Die Pleura der Somite 2 bis 5 sind breit, leicht behaart und können glatt sein oder kleine Dornen vorweisen. Das Telson ist etwa so breit wie das letzte abdominale Somit und etwa quadratisch, manchmal etwas länger als breit.
Die Chela der ersten Pereiopoden sind stark asymmetrisch. Das rechte Cheliped ist sehr lang und schlank, die Scherenfinger können mehr als 4-mal so lang sein wie die Scherenhände und etwa doppelt so lang wie der Carapax. Die Scherenfinger besitzen zahlreiche kleine Zähne, eingestreut sind einige wenige lange Zähne. Die Anordnung der Zähne ist kammförmig (pectinat). Die linke Schere ist wesentlich kürzer. An den zweiten und dritten Pereiopoden befinden sich kleine Scheren, das vierte ist nicht chelat. Am fünften Beinpaar befinden sich kleine, aber deutliche Schere. Die Pleopoden sind stark behaart. Der Endopod der Uropoden ist kurz und breit und wesentlich kleiner als der Exopod.

## Verbreitung und Lebensraum
Das Verbreitungsgebiet von Thaumastocheles ist zweigeteilt. Eine Art (Thaumastocheles zaleucus) lebt im Karibischen Meer. Funde stammen von der Küste Yucatáns, der Ostküste Nicaraguas, Sombreo, Grenada und der Floridastraße. Die restlichen Arten leben im Westpazifik. Funde dieser Arten stammen aus Japan, Taiwan, vom Südchinesischen Meer, von den Philippinen, Indonesien, den Solomon Islands, Papua New Guinea, sowie New Caledonia und Madagaskar.
Die Arten von Thaumastocheles sind Bewohner der Tiefsee in Meerestiefen zwischen 640 und 1767 Meter. Aufgrund der großen Tiefen ist nur wenig über den Lebensraum und das Verhalten bekannt. In den Netzen, mit denen Exemplare der Gattung gefangen werden konnten, befand sich gräulicher Schlamm (grey ooze). Die Fundorte werden als weich, schlammig und sandig beschrieben. Vermutet wird eine grabende Lebensweise, wie sie etwa für Thalassinidea typisch ist. Andere Autoren vermuten in Hinblick auf die eher sperrige große Schere, dass Thaumastocheles nicht komplett in selbstgegrabenen Höhlengängen leben, sondern nur mit den hinteren Teilen des Körpers eingegraben sind und sich die Scheren und Antennen außerhalb der Höhlen befinden. Auf den Krebsen lebende Forminiferen fand man fast ausschließlich auf diesen Bereichen, was diese These stützen würde. Die helle Farbe der Krebse ist weiterhin ein Indikator für eine grabende Lebensweise.

## Systematik
Thaumastocheles ist mit den Gattungen Thaumastochelopsis und Dinochelus näher verwandt. Diese drei Gattungen bilden eine monophyletische Gruppe innerhalb der Hummerartigen. Ihr gemeinsames Merkmal ist das extrem unterschiedliche Scherenpaar der ersten Pereiopoden. Die rechte Schere ist stark verlängert und die Zähne auf den langen, schlanken Scherenfingern sind kammförmig (pectinat) angeordnet. Außerdem ist im Gegensatz zu allen anderen Hummerartigen das Telson quadratisch und das fünfte Pereipod mit einer Schere versehen. Die Schwestergruppe von Thaumastocheles ist Thaumastochelopsis. Die Gattungen unterscheiden sich vor allem bei der Ausformung der Stielaugen, die bei Thaumstochelopsis beweglich sind, und der Exopoditen der Maxillen.
Die Gattung Thaumastocheles umfasst fünf Arten:
- Thaumastocheles bipristis Chang, Chan & Ahyong, 2014
- Thaumastocheles dochmiodon Chan & Saint Laurent, 1999
- Thaumastocheles japonicus Calman, 1913
- Thaumastocheles massonktenos Chang, Chan & Ahyong, 2014
- Thaumastocheles zaleucus (Thomson, 1873)

Eine phylogenetische Untersuchung auf Basis von ribosomaler RNA und mitochondrialer DNA bestätigt vier Kladen innerhalb der Thaumastocheles (s. Kladogramm). Allerdings zeigt sie auch, dass als Thaumastocheles dochmiodon beschriebene Krebse aus Taiwan mit Thaumastocheles japonicus aus Taiwan näher verwandt sind als mit Individuen von Thaumastocheles dochmiodon aus Japan. Thaumastocheles dochmiodon ist deshalb wahrscheinlich keine eigene Art und müsste Thaumastocheles japonicus zugerechnet werden. Die vier Kladen passen grundsätzlich zu der geographischen Verbreitung der Arten: Thaumastocheles japonicus bei Japan, Taiwan und im Südchinesischen Meer; Thaumastocheles bipristis bei den Philippinen und Indonesien, Thaumastocheles massonktenos vom Südchinesischen Meer bis Madagaskar und nördlich von Australien sowie Thaumastocheles zaleucus in der Karibik. Morphologisch unterscheiden lassen sich die Arten mittels der Scheren und ihrer Zähne, mit der Oberflächenbeschaffenheit des Pleons insbesondere seiner Pleura sowie mit Form des Rostrums und der Augenstiele.

## Forschungsgeschichte und Taxonomie

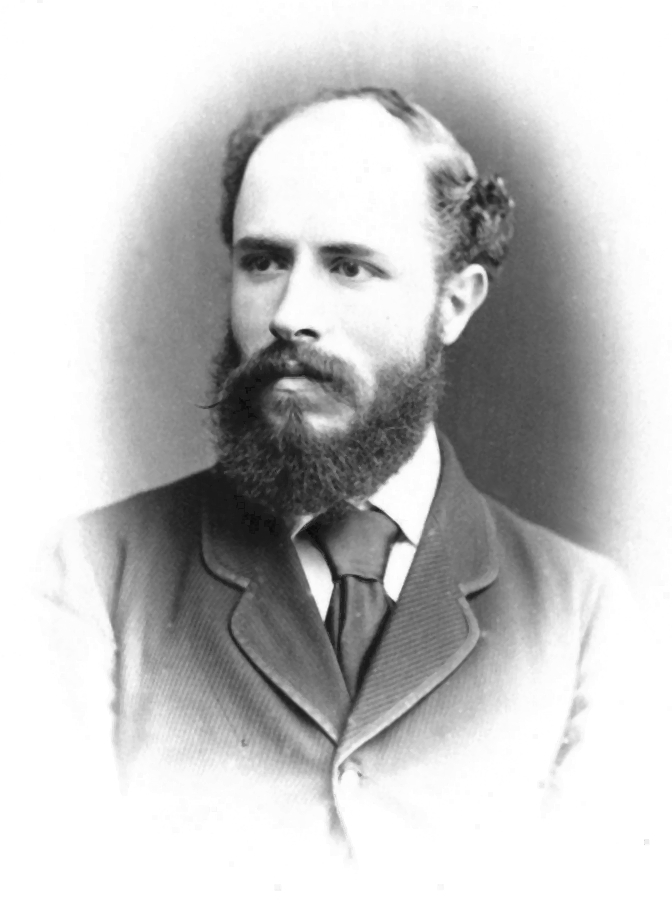
James Wood-Mason 1876, Erstbeschreiber von Thaumstocheles

Entdeckt wurde das erste Exemplar dieser Gattung im Rahmen der Challenger-Expedition. Am 15. März 1873 wurde vor der Karibikinsel Sombrero ein komplettes Weibchen sowie Fragmente eines zweiten Tieres aus einer Meerestiefe von ca. 823 Meter (450 Nautischer Faden) mit einem Schleppnetz gefangen. Noch an Bord der Challenger beschrieb der Expeditionsteilnehmer Rudolf von Willemoes-Suhm im November 1873 den Krebs und nannte ihn Astacus zaleucus. Veröffentlicht wurde dieser Bericht erst 1875. Bereits im Juli 1873 erschien ein vom Expeditionsleiter Charles Wyville Thomson stammender Bericht in der Nature, worin der Krebs genannt wurde. Thompson gilt deshalb als Erstbeschreiber von Astacus zaleucus.
Schon Rudolf von Willemoes-Suhm war sich der Zuordnung seines Fanges zu Astacus nicht sicher und wollte nach seiner Rückkehr das gefundene Individuum mit anderen der Gattung Astacus vergleichen. Er verstarb jedoch bereits 1875 vor Tahiti. Am 5. August 1874 präsentierte James Wood-Mason bei einem Treffen der Asiatic Society of Bengal Zeichnungen von blinden Krebsen, u. a. auch eine von Willemoes-Suhms Astacus zaleucus. Er bezweifelte, dass es sich um einen Astaciden handelte und bezeichnete den Krebs erstmals als Thaumastocheles zaleucus. Dieser Name wurde in den von der Society herausgegebenen Proceedings veröffentlicht, weshalb Wood-Mason als Erstbeschreiber der Gattung gilt. Charles Spence Bate hatte die Aufgabe, die Krebstiere der Challenger-Expedition wissenschaftlich auszuwerten. Im Jahr 1888 konnte sein Report on the Crustacea Macrura dredged by H.M.S. Challenger during the years 1873 and 1876 fertiggestellt werden. Er übernahm Wood-Masons Benennung und beschrieb zusätzlich die Familie der Thaumastochelidae. Einer phylogenetischen Analyse der mitochondrialen DNA zufolge sind die Thaumastochelidae zwar monophyletisch, liegen jedoch innerhalb der Hummerartigen, weshalb der Familienstatus nicht mehr anerkannt wird.
Thaumastocheles galt als selten. Insgesamt nur sieben Exemplare von Thaumastocheles zaleucus und Thaumastocheles japonicus wurden bis etwa 1991 wissenschaftlich erfasst. Zusätzlich zu Tiefseeexpeditionen nahmen auch dank der Tiefseefischerei die Funde von Thaumastocheles zu. Weshalb im Jahr 1999 Thaumastocheles dochmiodon und im Jahr 2014 Thaumastocheles massonktenos sowie Thaumastocheles bipristis beschrieben werden konnten. Die Erstbeschreiber der beiden letztgenannten Taxa, Su-Ching Chang, Tin-Yam Chan, Shane T. Ahyong, konnten zusätzlich mit allen bekannten Arten ein DNA-Barcoding vornehmen. Selbst den 1898 gefundenen Holotyp von Thaumastocheles japonicus konnten die Forscher in ihre Untersuchung miteinbeziehen. Dadurch stellten sie fest, dass Thaumastocheles dochmiodon höchstwahrscheinlich Thaumastocheles japonicus zuzurechnen ist (s. Kladogramm). Von Thaumastocheles dochmiodon fand man bisher ausschließlich Männchen, von Thaumastocheles japonicus bis auf eine Ausnahme nur Weibchen, weshalb die Autoren annehmen, dass hier Sexualdimorphismus und bei den Männchen Polymorphismus vorliegen könnte.